# John Pollono

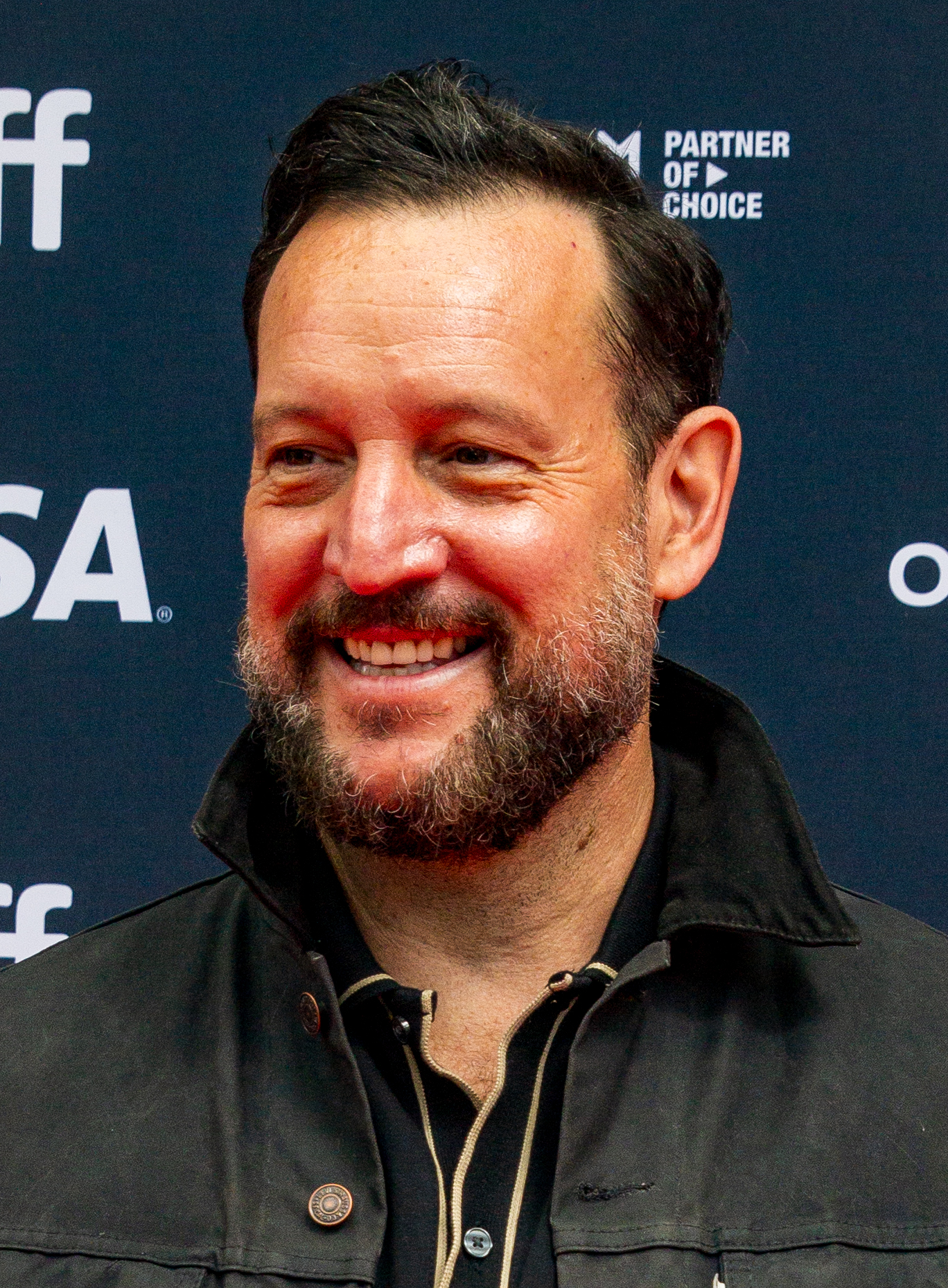
John Pollono (2024)

John Pollono (* 23. Mai 1972 in Syosset, New York) ist ein US-amerikanischer Filmschauspieler und Drehbuchautor.

## Leben
John Pollono wurde 1972 in Syosset im US-Bundesstaat New York geboren.
Seine erste Filmrolle erhielt Pollono in der Filmkomödie Pieces of Eight von Adam Carl aus dem Jahr 2006. In den folgenden Jahren folgten kleinere Rollen in Fernsehserien wie How I Met Your Mother, Grey’s Anatomy und Major Crimes. Im Jahr 2013 übernahm Pollono in sechs Folgen der Mystery-Krimiserie Mob City die Rolle von Pat Dolan. Von 2016 bis 2017 spielte er in der Fernsehserie This Is Us – Das ist Leben in fünf Folgen Tyler.
Bei dem Film Stronger von David Gordon Green, der im Rahmen des Toronto International Film Festivals 2017 seine Premiere feierte, fungierte Pollono erstmals als Drehbuchautor für einen Spielfilm und adaptierte in dieser Funktion die Memoiren des Boston-Marathon-Opfers Jeff Bauman.

## Filmografie (Auswahl)

### Als Schauspieler
- 2006: Pieces of Eight
- 2013: Mob City (Fernsehserie, 6 Folgen)
- 2016–2017: This Is Us – Das ist Leben (This Is Us, Fernsehserie, 5 Folgen)
- 2021: Small Engine Repair

### Als Drehbuchautor
- 1996: Return of the Sun Devil (Kurzfilm)
- 1998: Nathan Grimm (Kurzfilm)
- 2017: Stronger
- 2021: Small Engine Repair
- 2024: Riff Raff – Verbrechen ist Familiensache (Riff Raff)

### Als Regisseur
- 2021: Small Engine Repair